# Ejn ha-Jam

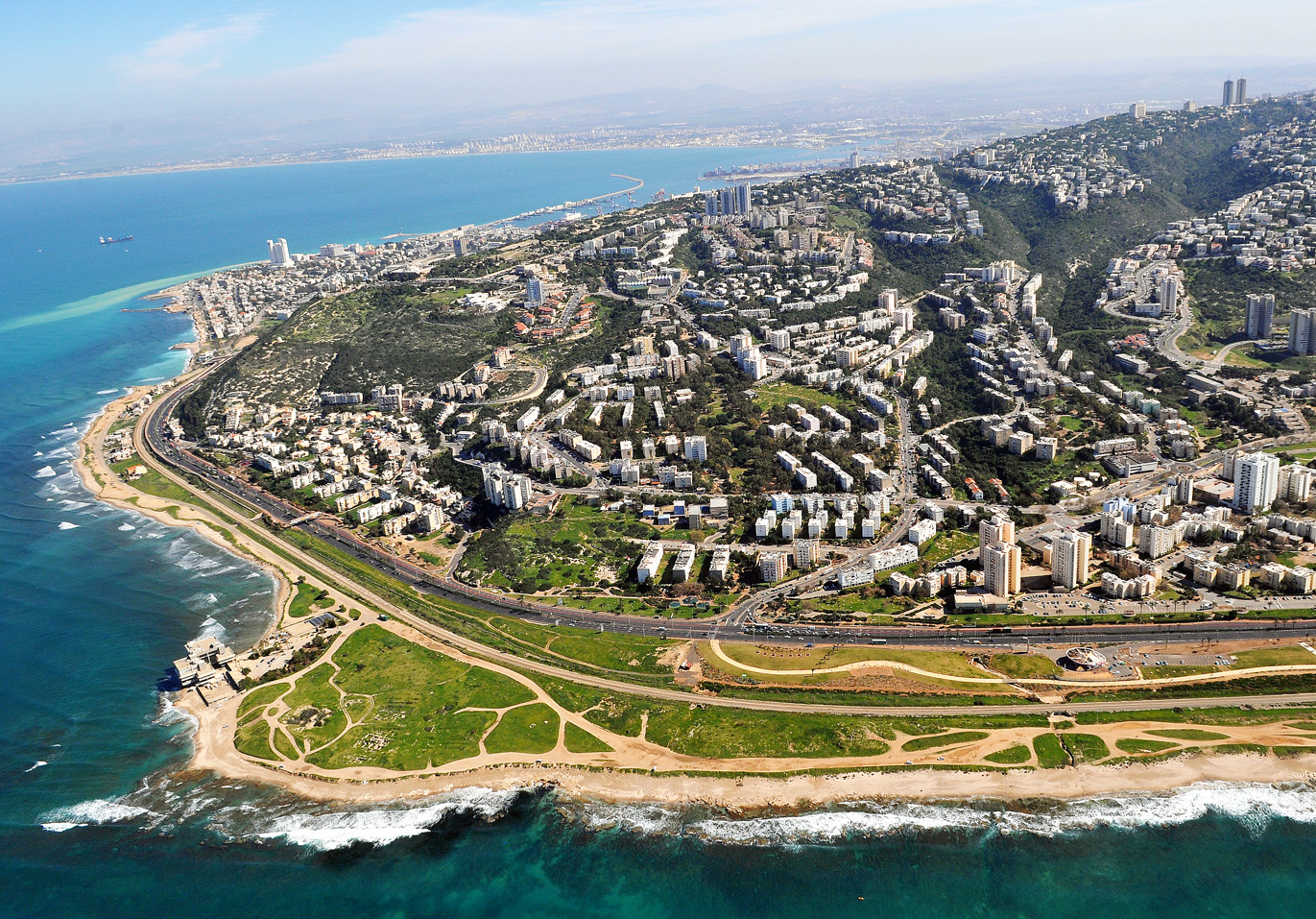
Severozápadní okraj Haify, zcela vlevo Ejn ha-Jam, vlevo v popředí Kirjat Šprincak, vpravo Ša'ar ha-Alija

Ejn ha-Jam (hebrejsky: עין הים, doslova Pramen moře) je čtvrť v severozápadní části Haify v Izraeli. Nachází se v administrativní oblasti Ma'arav Chejfa na úpatí pohoří Karmel.

## Geografie
Leží na pobřeží Středozemního moře v nadmořské výšce do 50 metrů, cca 3,5 kilometru západně od centra dolního města. Na východě s ní sousedí čtvrť Ramat Ša'ul a Kirjat Eli'ezer, na jihu Kirjat Šprincak. Zaujímá úzký rovinatý pás území mezi mořským břehem a severozápadním okrajem svahů pohoří Karmel, na jehož svazích stojí klášter Stella Maris, odkud sem stéká vádí Nachal Šikmona. Hlavní dopravní osou je dálnice číslo 4 (třída Sderot ha-Hagana). Populace je smíšená židovsko-arabská.

## Dějiny
Na břehu moře se tu nachází starověká archeologická lokalita Tel Šikmona. Plocha čtvrtě dosahuje 0,46 kilometru čtverečního. V roce 2008 tu žilo 2 130 lidí (z toho 760 Židů, 280 muslimů a 920 arabských křesťanů).